# ستبرخروس کانتابریایی
ستبرخروس کانتابریایی (نام علمی: Tetrao urogallus cantabricus) یک زیرگونه از ستبرخروس اوراسیایی در خانوادۀ سیاه‌خروس (Tetraonidae) است. این یکی از دو زیرگونه‌ای است که در اسپانیا یافت می‌شود.